# 顏丙濤
顏丙濤（2000年2月16日—），山東淄博人，中國職業斯諾克選手。他是贏得業餘世界司諾克錦標賽最年輕的球員，也是最年輕晉級排名賽決賽的球員。
顏丙濤2014年贏下業餘世界賽為他取得了2015/2016斯諾克職業賽的資格，但他無法獲得英國簽證，因而決定將這一年用於完成他在中國的學業。當他在2016年恢復職業生涯時，是第一個在2000年代出生的職業選手。他在2017年北愛爾蘭公開賽成為最年輕的排名賽決賽選手。他在決賽中曾經以8比7領先馬克·威廉士，僅差一局便打破奥沙利文最年輕排名賽冠軍的紀錄，但最終威廉士以9比8贏得了比賽。
在2019/2020赛季初，颜丙涛在里加大师赛决赛中以5:2战胜首次进入决赛的馬克·喬伊斯夺得冠军。颜丙涛也是继丁俊晖于2006年夺得英格兰公开赛以来第一位于20岁前赢得斯诺克排名赛冠军的球员。12月在斯諾克三大賽的英國錦標賽打進四強，是丁俊晖後首位有此成績的20岁以下球员，但以2:6负于丁俊晖無緣決賽。
2021年1月顏丙濤首次參加大師賽便取得冠軍，贏得個人首項三大賽。
2022年12月12日因涉嫌操纵比赛被世界职业台球和斯诺克协会禁赛，声明强调，禁赛将持续到调查得出结果。在调查有任何重大进展之前，官方不会对此事发表进一步评论。2023年6月6日，WPBSA公布处罚结果，被禁赛至2027年12月11日，并支付7,500英镑的费用。

## 運動生涯
2011年12月，顏丙濤在淄博市斯諾克聯賽總決賽上，先後以3:2,3:1戰勝山東省冠軍呂擁軍，淄博市季軍吳沖闖入決賽，並以3:0擊敗淄博市老牌冠軍尹東輝。2012年12月獲山東省斯諾克比賽青島站冠軍。2014年11月29日，顏丙濤在印度參加2014年IBSF世界斯諾克業餘錦標賽，以8-7險勝巴基斯坦選手默罕默德-薩賈德，初次參賽即成功奪冠，也獲得下兩個賽季的職業資格，並以14歲286天，打破呂昊天的紀錄成為最年輕的世界業餘錦標賽冠軍。但他因簽證問題無法參加斯諾克主賽。顏丙濤被挑選參加2015年在無錫舉行的斯諾克世界杯。周躍龍與顏丙濤搭檔的中國B隊以黑馬姿態打入決賽，並以4-1輕取希金斯和馬奎爾組合的蘇格蘭隊，領走20萬美元的冠軍獎金。這也是繼2011年丁俊暉和梁文博的組合後，中國隊連續兩屆奪得該賽事冠軍 ，馬奎爾賽後說他看見了兩位未來的世界冠軍。顏丙濤雖然未能參與斯諾克主賽，但他因世界杯冠軍獲格冠中冠錦標賽的資格，並在首圈以4-2擊敗墨菲，但八強以3-6敗給羅拔臣完全他在英國的首戰。

### 2016/2017年
顏丙濤以16歲之齡迎來第一個職業賽季。在德國大師賽首次打入排名賽八強，但以2-5敗給冰咸出局。在威爾斯公開場第三圈以4-1擊敗世界排名第一的塞爾比。他在四月的斯諾克世界錦標賽連過三輪獲得參加正賽資格，成為史上第二年輕在克魯西布劇院登場的球員。首圈8-10僅敗墨菲，以世界排名56位完成他的首個職業賽季。

### 2017-2019年
顏丙濤在他的第二個賽季打出小突破。2017年11月4日，在斯諾克國際錦標賽，分別以6-1戰勝奧沙利文，6-2戰勝希金斯兩位世界冠軍打入半決賽，惜以2-9不敵馬克·艾倫無緣決賽。同月舉行的北愛爾蘭公開賽，更差點打破奧沙利文的紀錄成為最年的排名賽冠軍，僅以8-9一局之差不敵當季世界冠軍馬克·威廉士。可是在拿下亞軍後狀態回落，雖然2018年2月的威爾斯公開場，亦打進八強，但整體表現未如理想，更在世界賽資格賽第二輪以9-10遭田鵬飛淘汰，無緣正賽。
2018/19賽季的表現繼續不理想，雖然世界排名依然能保持在頭30，但整個賽季未有打進八強，亦只有一次十六強的成績。世界賽資格賽第三輪被塞浦路斯選手格爾基(Michael Georgiou)淘汰，再次無緣克魯西布劇院。

### 2019/2020年
顏在第四個賽季再度迎來突破。在賽季初段，2019年7月29日拉脫維亞首都舉行的里加大師賽，決賽以5比2戰勝英格蘭選手馬克·喬伊斯奪得首項排名賽冠軍，成為職業賽場近13年來首位奪得排名賽冠軍的20歲以下球員，也是丁俊睴和梁文博後第三位中國球手奪得排名賽。11月的斯諾克三大賽之一英國錦標賽中，接連擊敗傑克·利索斯基、羅伯遜和希金斯多位前十六球手，首次打進三大賽四強。被當屆冠軍丁俊睴以6-2擊敗，但已刷新個人世界排名新高。
2019年1月，雖因腳傷在歐洲大師賽退賽，接連的德國大師賽和世界大獎賽亦狀態不足早早出局，但其後的連續三項排位賽皆打出佳績。2月的威爾斯公開賽先後打敗冰咸和希金斯殺入四強，以5-6僅敗墨菲。單局限時賽亦打進四強，但被老將霍爾特(Michael Holt)擊敗，霍爾特其後戰勝周躍龍奪冠。此時顏丙濤的單賽季排名已來到第6，奪得高獎金珊瑚系列賽(Coral Series)之一的球員錦標賽的資格。顏先在16強以6-2擊敗威爾遜，8強對戰佩利，顏丙濤一度領前5-2，但他錯失多個致勝機會被佩利力追至5-5平手。決勝局戰至最後一個黑球下，顏在超過5小時苦戰中險勝晉級。4強成功向半個月前的對手墨菲復仇，輕取6-1第二次打進排名賽決賽。他未能再進一步，被世界排名第一的應屆世界冠軍卓林普10-4輕鬆戰勝拿下亞軍。賽後顏的世界排名首度打入前16，有機會以種子球員身份直接參加世界賽正賽。另外單賽季排名保持在第6下鎖定珊瑚系列賽最後一項賽事巡迴錦標賽的資格，於首圈6-9敗給塞爾比。
8月在斯諾克世界錦標賽以種子球員身份參賽並首次晉級次圈，但以11-13被卓林普淘汰，16強止步完成賽季。

### 2020/2021年
賽季的前半段顏丙濤的狀態一般，英國錦標賽於次輪出局。但年末仍以個人新高的世界排名第11首次獲得三大賽之一的斯諾克大師賽的資格。2021年1月連續三輪在決勝局分別擊敗羅伯遜、馬奎爾和衛冕冠軍冰咸晉級大師賽決賽。
17日，颜丙涛以10-8战胜约翰·希金斯，获得2021年斯诺克大师赛冠军，他也成为了继罗尼·奥沙利文1995年以19岁的年纪夺冠后，大师赛最年轻的冠军 ，也是繼丁俊暉後第二位贏得三大賽之一的此项大赛的中国选手。
4月在斯諾克世界錦標賽以10號種子身份首輪擊敗馬丁·古爾德，次輪止步，以7-13負於當屆亞軍墨菲完成賽季。
11月在斯諾克王中王賽中半決賽止步，5-6負於約翰·希金斯。

## 爭議事件
- 2021年9月30日一位帳號名為「可可奈奈小明明」的人士在新浪微博發帖，表示在16歲時遭到顏丙濤的性騷擾[12][13]，顏丙濤尚未做出回應。